# Joella Lloyd
Joella Lloyd (* 12. April 2002 in Saint John’s) ist eine Leichtathletin aus Antigua und Barbuda, die sich auf den Sprint spezialisiert hat.

## Sportliche Laufbahn
Erste Erfahrungen bei internationalen Meisterschaften sammelte Joella Lloyd bei den CARIFTA-Games 2016 in St. George’s, bei denen sie in 11,90 s die Bronzemedaille im 100-Meter-Lauf in der U18-Altersklasse gewann und über 200 Meter in 24,05 s den fünften Platz belegte. Im Jahr darauf sicherte sie sich bei den CARIFTA-Games in Willemstad in 11,67 s die Silbermedaille über 100 Meter und gewann im 200-Meter-Lauf in 24,01 s die Bronzemedaille. Zudem gelangte sie mit der antiguanischen 4-mal-100-Meter-Staffel nach 46,85 s auf den vierten Platz. 2019 gewann sie dann bei den U18-NACAC-Meisterschaften in Santiago de Querétaro in 11,43 s die Silbermedaille über 100 Meter und schied über 200 Meter mit 23,99 s in der ersten Runde aus. Im Herbst begann sie ein Studium an der University of Tennessee und 2021 gewann sie bei den U20-NACAC-Meisterschaften in San José in 11,70 s die Bronzemedaille über 100 Meter und sicherte sich in 23,55 s die Silbermedaille im 200-Meter-Lauf. Dank einer Wildcard startete sie Ende Juli über 100 Meter bei den Olympischen Sommerspielen in Tokio und überstand dort die Vorausscheidung und schied dann mit 11,54 s im Vorlauf aus. Zudem stellte sie im Mai in Knoxville mit 11,19 s einen neuen Landesrekord über 100 Meter auf und löste damit Heather Samuel als Rekordhalterin ab.
2022 steigerte sie die Landesrekorde über 100 und 200 Meter auf 11,08 s und 22,66 s und qualifizierte sich damit für die Weltmeisterschaften in Eugene, bei denen sie über 200 Meter mit 23,38 s im Halbfinale ausschied, während sie über 100 Meter mit 11,27 s nicht über den Vorlauf hinauskam. Anschließend schied sie bei den Commonwealth Games in Birmingham mit 11,49 s im Halbfinale über 100 Meter aus. 2024 verbesserte sie den Landesrekord über 100 Meter auf 11,06 s und schied bei den Olympischen Sommerspielen in Paris mit 11,37 s im Vorlauf aus. Zudem war sie Fahnenträgerin ihrer Nation bei der Eröffnungsfeier der Spiele. Im Jahr darauf schied sie bei den Hallenweltmeisterschaften in Nanjing mit 7,25 s im Semifinale über 60 Meter aus. Zuvor verbesserte sie den Landesrekord über diese Distanz in Gainesville auf 7,13 s.
2024 wurde Lloyd antiguanische Meisterin im 100-Meter-Lauf.

## Persönliche Bestzeiten
- 100 Meter: 11,06 s (+0,5 m/s), 25. Mai 2024 in Lexington (antiguanischer Rekord)
  - 60 Meter (Halle): 7,13 s, 13. Februar 2025 in Gainesville (antiguanischer Rekord)
- 200 Meter: 22,66 s (−0,2 m/s), 9. Juni 2022 in Eugene (antiguanischer Rekord)
  - 200 Meter (Halle): 23,38 s, 28. Januar 2023 in Clemson (antiguanischer Rekord)